# Josip Aladrović
Josip Aladrović (ur. 10 marca 1985 w Požedze) – chorwacki ekonomista i polityk, w latach 2019–2020 minister pracy i systemu emerytalnego, a od 2020 do 2022 minister pracy, systemu emerytalnego, rodziny i polityki społecznej.

## Życiorys
W 2004 ukończył szkołę średnią w rodzinnej miejscowości, a w 2009 studia ekonomiczne na Uniwersytecie w Zagrzebiu. Od 2009 zawodowo związany z największym chorwackim towarzystwem ubezpieczeniowym Croatia osiguranje, od 2016 był dyrektorem regionalnym do spraw klientów korporacyjnych. W 2017 został dyrektorem państwowej instytucji do spraw ubezpieczeń emerytalnych (Hrvatski zavod za mirovinsko osiguranje).
Członek Chorwackiej Wspólnoty Demokratycznej (HDZ), został przewodniczącym rady komitetu finansowego partii. W lipcu 2019 w trakcie rekonstrukcji gabinetu objął urząd ministra pracy i systemu emerytalnego w rządzie Andreja Plenkovicia. W 2020 z listy HDZ wybrany na posła do Zgromadzenia Chorwackiego. W lipcu tegoż roku w drugim gabinecie dotychczasowego premiera powołano go na ministra pracy, systemu emerytalnego, rodziny i polityki społecznej. Odszedł z rządu w kwietniu 2022 w związku z objęciem go postępowaniem prowadzonym przez służbę antykorupcyjną.